# Hossein Pourseifi
Hossein Pourseifi (* 1976 in Teheran) ist ein aus dem Iran stammender Filmregisseur.

## Leben
Hossein Pourseifi wanderte im Alter von neun Jahren mit seiner Familie aus dem Iran nach Deutschland aus. Er besuchte
in Hennef die Schule und ging nach der 10. Klasse für sieben Jahre in die USA, wo er seinen Schulabschluss machte und ein Maschinenbaustudium absolvierte. Nach seiner Rückkehr aus den USA arbeitete er als technischer Redakteur für ein Troisdorfer Unternehmen, das Filmdokumentationen produziert.
2011 nahm er am Berlinale Talents teil. Er ist Absolvent des Autorenprogramms 2013 an der ifs – internationale filmschule Köln. Nach diversen Kurzfilmen realisierte er mit dem auf einer wahren Geschichte basierenden Drama Morgen sind wir frei (2019) sein Spielfilmdebüt. Der Film wurde 2020 mit dem MFG-Star auf dem Fernsehfilmfestival Baden-Baden ausgezeichnet.

## Auszeichnungen
Filmfest Hamburg
- 2019: Nominierung für den Hamburger Produzentenpreis für deutsche Kinoproduktionen (Morgen sind wir frei)[4]